# Osprynchotus flavipes
Osprynchotus flavipes là một loài tò vò trong họ Ichneumonidae.